# Meta bourneti
Meta bourneti là một loài nhện trong họ Tetragnathidae.
Loài này thuộc chi Meta. Meta bourneti được Eugène Simon miêu tả năm 1922.